# Haraldur Ingólfsson
Haraldur Ingólfsson (1º agosto 1970) è un ex calciatore islandese, di ruolo attaccante.

## Carriera

### Club
Ingólfsson giocò con la maglia dello ÍA Akranes dal 1986 al 1996. Passò poi in prestito agli scozzesi dell'Aberdeen, prima di ritornare allo ÍA Akranes. Dal 1998 al 2000, militò nelle file degli svedesi dell'Elfsborg. Nel 2001, fu messo sotto contratto dai norvegesi del Raufoss. Chiuse la carriera nel 2004, allo ÍA Akranes.

### Nazionale
Conta 20 presenze e una rete per l'Islanda.

## Palmarès

### Club

#### Competizioni nazionali
- Campionato islandese: 5

ÍA Akraness: 1992, 1993, 1994, 1995, 1996
- Coppa d'Islanda: 3

ÍA Akraness: 1986, 1993, 1996
- Coppa di Lega islandese: 1

ÍA Akraness: 1996
- Supercoppa d'Islanda: 1

ÍA Akraness: 2004